# Liste der Monuments historiques in Châteauneuf (Vendée)
Die Liste der Monuments historiques in Châteauneuf (Vendée) führt die Monuments historiques in der französischen Gemeinde Châteauneuf auf.

## Liste der Bauwerke
| Bezeichnung            | Beschreibung | Standort | Kennzeichnung | Schutzstatus | Datum | Bild           |
| ---------------------- | ------------ | -------- | ------------- | ------------ | ----- | -------------- |
| Motte                  |              | (Lage)   | PA00110069    | Inscrit      | 1988  | weitere Bilder |
| Windmühle Petit-Moulin | Erbaut 1703  | (Lage)   | PA00110070    | Inscrit      | 1982  | weitere Bilder |

## Liste der Objekte
- Monuments historiques (Objekte) in Châteauneuf (Vendée) in der Base Palissy des französischen Kultusministeriums